# Kempo
Kempo je jedna od nastarijih borilačkih vještina. Pretpostavlja se da korijene vuče iz Indije, no potpuni razvoj doživjela je u Kini tijekom više od 1500 godina[nedostaje izvor]. U samim korijenima Kempo je služio primarno kao terapeutska i meditativna praksa, da bi kasnije zbog nemirnih vremena, redovnici Šaolinskog samostana postali najpoznatiji i najcjenjeniji borci nevjerojatne vještine i sposobnosti. Iz Kine vještina se proširila cijelim dalekim istokom, a tijekom 20. stoljeća, osobito poslije II svjetskog rata, i cijelim svijetom. U Hrvatskoj ima svega nekoliko učitelja ove po mnogima najcjelovitije borilačke vještine.
U novije vrijeme postoji više divergentnih stilova kempa. Godine 1947. Doshin So utemeljio je Shorin-ji kempo. Preuzeo je tehnike šaolinskih redovnika u vrijeme kad je živio u Kini, povezao ih s džudom i aikidom kao tradicionalnim japanskim vještinama.Shorin-ji kempo izvorno je registriran kao religijska sekta[nedostaje izvor]. Razlog takvoj registraciji je vrijeme i mjesto gdje se taj sistem rodio - neposredno poslije 2. sv. rata u Japanu je bilo zabranjeno treniranje bilo kakve borilačke vještine (osim policijskih), te je Doshin So registrirao svoju udrugu kao "borbenu religiju".
Druga poznata inačica kempa je Ed Parker's Kempo. Njegov tvorac je ispekao zanat u mnogim tučnjavama, te osnovao svoj stil koji još i danas širi svoj utjecaj, na klasičan američki način.
Nihon Kempo je izvorno japanska varijanta.
Mnoge japanske samurajske (koryu) borilačke vještine uključuju tehnike koje se skupno nazivaju kempo ili kenpo. Riječ je mahom o tehnikama udaranja rukom i nogom te korištenju tijela kao oružja.
U Hrvatskoj koliko je trenutno poznato postoje dva aktivna različita stila kempa:Shorin-ji kempo i Bijeli Lotos Kempo (čija loza učitelja potječe od  Mushindo kempa).
Ove škole zasnivaju se na učenju i praksi koja potječe od prije II svjetskog rata (rani početci od 16 st.) kada su standardi bili znatno stroži. Škole same po sebi i nisu bile strogo podjeljene jer su mnogi prominentni učitelji učili kod nekoliko starijih učitelja, ponekad i istovremeno! Svi ozbiljniji praktikanti spadaju u krovnu "Školu" To De, Treba, ipak, razlikovati one koji su podučavani od strane budističkih kineskih učitelja ili čija rodoslovlje proizlazi iz takve loze i čiji su osnivači RyuKyu borbene/um-tjelo vještine podučavani znatno dulje od 10-12g. Stari je standard bio da i 15godina nije dovoljno da bi se postalo učitelj/prenositelj vještine. Jedan detalj u stara je vremena bio važan, posebno nakon okupacije od strane Satsuma klana iz Japana: Učitelji koji su prošli borbu na život i smrt, ne oni koji bi to sami izazvali, imali su sposobnost stvoriti "realnost" tehnika/kata kod svojih učenika. ToDe Sakugawa nije prvi koji je to uspio, nije niti je to bio Matsumura Bushi, govorimo o određenom broju kineskih obitelji (podatci nisu egzaktni, možda 60 0bitelji) koji su se naselili na Ryu Kyu prije 1600g. te kineskim mornarima/ribarima i diplomatima s dvora koji su prenijeli učenje Chuan fa (na Okinawljanskom: Kempo) na današnju Okinawu. Rani istaknuti Majstori/učitelji Tode Sakugawa bili su Chatan Yara, Takahara Peichin i kineski diplomat Kung Syang (spominju se nekoliko imena: Kwan(g) Shan(g) Fu, u izgovoru zadnje slovo g se gotovo ne čuje.), Otac najstarije Okinawljanske kate: Kushanku. Važan detalj u prenošenju To De vještine bio je "prihvaćanje" podućavanja od strane Majstora! Određeni majstori imali su ponekad samo jednog učenika: Nabe Matsumura je bio od te vrste. Treba ukazati još na jedan detalj: Uticaj na RyuKyu bio je pretežno s juga Kine/Fuken provincija, specifično južni Shaolin i stilovi Bijeli ždral/Urlajući ždral.
Škola Mushindo Kempo (nasljednik je Bijeli lotos Kempo) spada u Shorin ryu, po borbenom aspektu, uključujući ipak um/tijelo doktrinu Bodhidharme (Tamo) i Chen Yen tradiciju južne škole Chuan fa i nema gotovo ništa zajedničko s kempom Eda Parkera.

## Vanjske poveznice
- Kempo